# Mistrzostwa Europy Strongman 2003
Mistrzostwa Europy Strongman 2003 – doroczne, indywidualne zawody europejskich siłaczy.
Data: 5, 6 lipca 2003 r.

Miejsce: Sandomierz  Polska
WYNIKI ZAWODÓW:
| Miejsce | Zawodnik             | Kraj     | Punkty |
| ------- | -------------------- | -------- | ------ |
| 1.      | Mariusz Pudzianowski | Polska   | 50,5   |
| 2.      | Jarosław Dymek       | Polska   | 39,5   |
| 3.      | Raimonds Bergmanis   | Łotwa    | 38,5   |
| 4.      | Žydrūnas Savickas    | Litwa    | 37,5   |
| 5.      | Anders Johansson     | Szwecja  | 29     |
| 6.      | Svend Karlsen        | Norwegia | 27,5   |
| 7.      | Jarno Hams           | Holandia | 19     |
| 8.      | Bernd Kerschbaumer   | Austria  | 10,5   |